# Juliusz Makarewicz (prawnik)
Juliusz Makarewicz (ur. 5 maja 1872 w Samborze, zm. 20 kwietnia 1955 we Lwowie) – polski prawnik, wieloletni profesor prawa karnego Uniwersytetu Lwowskiego, w latach 1925–1935 senator RP. Główny autor kodyfikacji polskiego prawa karnego, Kodeksu karnego z 1932, określanego w doktrynie jako „kodeks Makarewicza”.

## Życiorys

### Młodość
Pochodził z rodziny patriotycznej: rodzice (ojciec – Spirydion, inżynier kolejnictwa; matka – Emilia z domu Malicka) uczestniczyli w powstaniu styczniowym. Od 1881 roku uczył się w gimnazjum w Tarnowie, w 1884 roku przeniósł się do gimnazjum w Krakowie, gdzie otrzymał maturę. W 1889 roku rozpoczął studia prawnicze na Wydziale Prawa i Administracji Uniwersytetu Jagiellońskiego. W czasie studiów działał społecznie, pełnił funkcję prezesa Kółka Prawniczego Studentów UJ i funkcję prezesa Towarzystwa Biblioteki Słuchaczów Prawa UJ.

### Praca naukowa
Po ukończeniu studiów (1893) i obronie doktoratu (w 1894) w ramach stypendium naukowego Ministerstwa Sprawiedliwości wyjechał do Berlina, Halle i Paryża, gdzie brał m.in. udział w seminarium prowadzonym przez Franza von Liszta. Do kraju wrócił w 1897 roku i podjął pracę sędziego w Sądzie Krajowym w Krakowie. Na stanowisku tym pozostawał do 1904 roku. W 1897 roku habilitował się na podstawie rozprawy pt. Idealny zbieg przestępstw w ustawie karnej austryjackiej. Od 1904 roku był profesorem nadzwyczajnym Uniwersytetu Jagiellońskiego. W 1906 roku wydał pracę Wprowadzenie do filozofii prawa karnego w oparciu o podstawy historyczno-rozwojowe, która obiła się szerokim echem w świecie prawniczym. Zaproponowano mu objęcie katedry na uniwersytecie w Sofii, na którą to propozycję nie przystał. W 1907 roku objął Katedrę Prawa na Uniwersytecie Lwowskim i tym samym wstąpił w szeregi najwybitniejszych polskich prawników, którzy byli skupieni właśnie na tym uniwersytecie. Na uczelni tej pozostał do końca życia, nawet pomimo okupacji Lwowa, a następnie jego odłączenia od państwa polskiego.

### Kodeks Makarewicza
W 1919 roku został powołany  na członka Komisji Kodyfikacyjnej, gdzie pełnił funkcje przewodniczącego sekcji prawa karnego materialnego oraz wiceprzewodniczącego wydziału karnego. Był jednym z trzech najważniejszych (obok Wacława Makowskiego i Emila Rappaporta) twórców polskiego kodeksu karnego (1932) zwanego w doktrynie Kodeksem Makarewicza. W związku z pracami kodyfikacyjnym Makarewicz odbył w 1928 podróż po Stanach Zjednoczonych w celu zapoznania się z amerykańskim systemem prawa karnego. Kodeks Makarewicza stanowi jedno z największych osiągnięć kodyfikacyjnych w historii prawa.

### Udział w życiu naukowym i politycznym
W 1922 z ramienia Chrześcijańskiej Demokracji został wybrany przez Sejm RP I kadencji członkiem Trybunału Stanu. W 1923 roku został wybrany na członka korespondenta Polskiej Akademii Umiejętności, w 1928 roku zaś został członkiem czynnym. W roku akademickim 1923/1924 pełnił urząd rektora Uniwersytetu Jana Kazimierza. Ponadto został prorektorem. W 1925 roku został wybrany na senatora RP z ramienia Polskiego Stronnictwa Chrześcijańskiej Demokracji (ponownie wybierany był w 1928 i 1935 roku z listy kolejno BBWR i PSChD), pełnił w Senacie funkcję wiceprzewodniczącego Komisji Prawniczej. W połowie 1935 został zastępcą członka Okręgowej Komisji Wyborczej nr 70 we Lwowie przed wyborami parlamentarnymi w 1935
W 1937 Rada Wydziału Prawa UJK nadała Makarewiczowi tytuł doktora honoris causa. Brał udział w wielu zagranicznych kongresach naukowych, był członkiem wielu towarzystw naukowych, w tym Amerykańskiej Akademii Nauk w Bostonie. Należał do Towarzystwa Naukowego Warszawskiego (1921 rok – członek korespondent, 1929 – członek zwyczajny).

### Okres II wojny światowej
Po agresji Niemiec i ZSRR na Polskę, okupacji Lwowa przez Armię Czerwoną (tzw. pierwsza okupacja sowiecka: 1939–1941) i aneksji miasta przez ZSRR, Makarewicz pozostał we Lwowie. Jesienią 1939 roku dalej prowadził Katedrę Prawa Karnego. Po przekształceniu Uniwersytetu Jana Kazimierza w uczelnię sowiecką, formalnie zukrainizowaną utracił stanowisko i pracę. Wydane 3 stycznia 1940 roku rozporządzenie władz Uniwersytetu Iwana Franki pozbawiło go, podobnie jak szereg innych profesorów, etatu na uczelni. Według wspomnień jednego ze studentów: Uniwersytet w ciągu Świąt Bożego Narodzenia tak gruntownie się zmienił, że w styczniu „wydawało się, że to zupełnie inna uczelnia”.
Po ataku III Rzeszy na ZSRR i okupacji Lwowa przez Wehrmacht Juliusz Makarewicz poczynając od jesieni 1941 roku do ponownej okupacji sowieckiej (VII 1944), prowadził we własnym domu przy ulicy Mochnackiego 58 we Lwowie (obecnie ulica Drohomanowa) wykłady i seminaria w ramach tajnego nauczania (podziemny Uniwersytet Jana Kazimierza). Kursy te ukończyło ok. 50 studentów. 

### Schyłek życia we Lwowie
Po ponownym wkroczeniu do Lwowa Armii Czerwonej został aresztowany przez NKWD w dniu 3 stycznia 1945 roku i osadzony początkowo w więzieniu przy ul. Łąckiego, a następnie wywieziony do obozu kontrolno-filtracyjnego nr 37 w Krasnodonie (przy kopalni węgla w Donbasie), gdzie przebywał wraz z innymi naukowcami do 8 września. W jego obronie do Bolesława Bieruta wystąpiło z listem otwartym ponad stu przedstawicieli świata polskiej nauki.

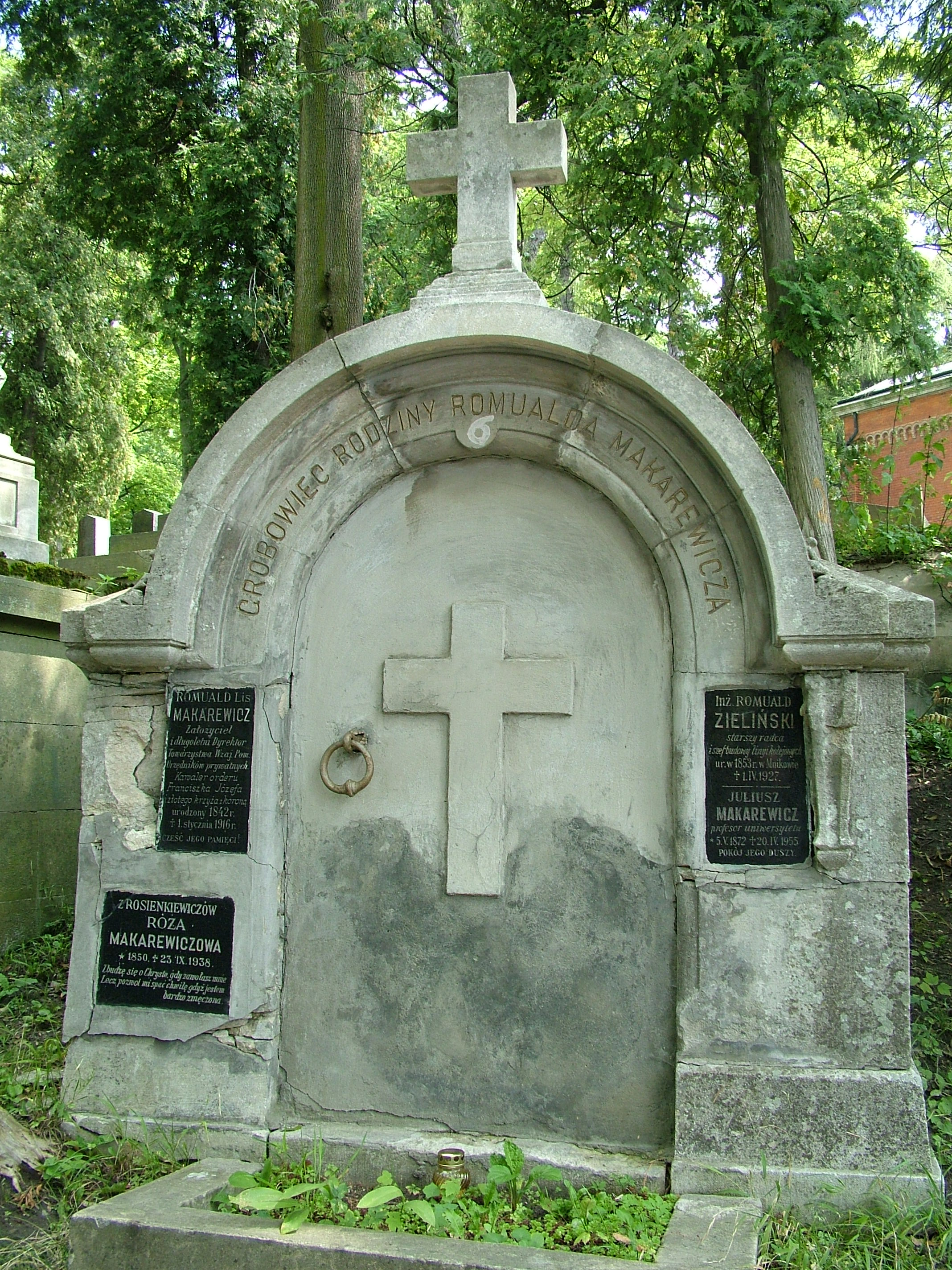
Grobowiec Makarewiczów na Cmentarzu Łyczakowskim

Po uwolnieniu Juliusz Makarewicz postanowił nie opuszczać Lwowa. W 1947 roku podjął pracę na Uniwersytecie Iwana Franki. Zajęcia prowadził do 1954 roku, a jego wykład z prawa karnego państw obcych (tzw. „burżuazyjnych”), prowadzony w kilku językach, cieszył się wielkim zainteresowaniem.
Zmarł we Lwowie 20 kwietnia 1955 roku i pochowany został na Cmentarzu Łyczakowskim w grobie rodzinnym.
Dzieła Makarewicza pozostają niezwykle cennym źródłem do badań nad prawem karnym po dziś dzień. Makarewicz cieszył się powszechnym uznaniem jako naukowiec zarówno w Polsce, jak i poza jej granicami. Był ostatnim polskim profesorem na Wydziale Prawa Uniwersytetu Lwowskiego. Był człowiekiem o wielkiej charyzmie i nieugiętym w wyznawanych zasadach. Tak jeden z jego uczniów opisywał pewną sytuację, która miała miejsce podczas sowieckiej okupacji Lwowa:  

Opowiedział mi po drodze, że po rewizji zabrano mu polską maszynę do pisania. Po powrocie z obozu zażądał jej zwrotu i dopiero po wielokrotnych interwencjach zwrócono mu ją, ale z rosyjskimi czcionkami. Wobec tego oddał ją do przerobienia na czcionki polskie, a teraz idzie do komendy NKWD z rachunkiem i żądaniem zwrotu pieniędzy. Trudno w to uwierzyć, ale naprawdę tak było. Tacy byli kiedyś profesorowie.

## Ordery i odznaczenia
- Krzyż Komandorski Orderu Odrodzenia Polski (11 listopada 1936)[5]